# Хелленурме
Хе́ллену́рме (эст. Hellenurme) — деревня в волости Элва уезда Тартумаа, Эстония.
До административной реформы местных самоуправлений Эстонии 2017 года входила в состав волости Палупера и была её административным центром.

## География
Расположена в северо-восточной части Валгамаа, на берегу реки Элва, в 10 км к югу от города Элва и в 11 км к северо-западу от города Отепя — «лыжной столицы» Эстонии.

## Число жителей
По данным переписи населения 2011 года в деревне проживали 456 человек, из них 369 (80,9 %) — эстонцы. По данным переписи 2000 года в деревне насчитывалось 216 жителей.

## История
Первое письменное упоминание о деревне датируется 1328 годом (Helvenorme).
В центре деревни возле пруда располагается мыза Хелленурме, впервые упомянутая в 1641 году, когда онa принадлежалa Врангелям. После Северной войны владельцами были Дюкеры и Брюнинги.
Главное здание мызы построили в 1770 году во времена Карла Акселя фон Брюнинг (Karl Axel von Bruiningk) на месте старого дома. В 1850 году мызу купил Фёдор Иванович Миддендорф (Theodor Johann von Middendorff). Здесь жил и работал также его сын, известный географ, академик ИАН Александр Фёдорович Миддендорф (1815—1894). В 1865—1866 годах домашним учителем детей А. Ф. Миддендорфа на мызе был Якоб Хурт. Последним владельцем перед национализацией мызы был орнитолог Эрнст Александрович Миддендорф (1851—1916).
Рядом с мызой находится водяная мельница, построенная Миддендорфами в 1880-х годах. В ней сейчас работает музей.

## Галерея

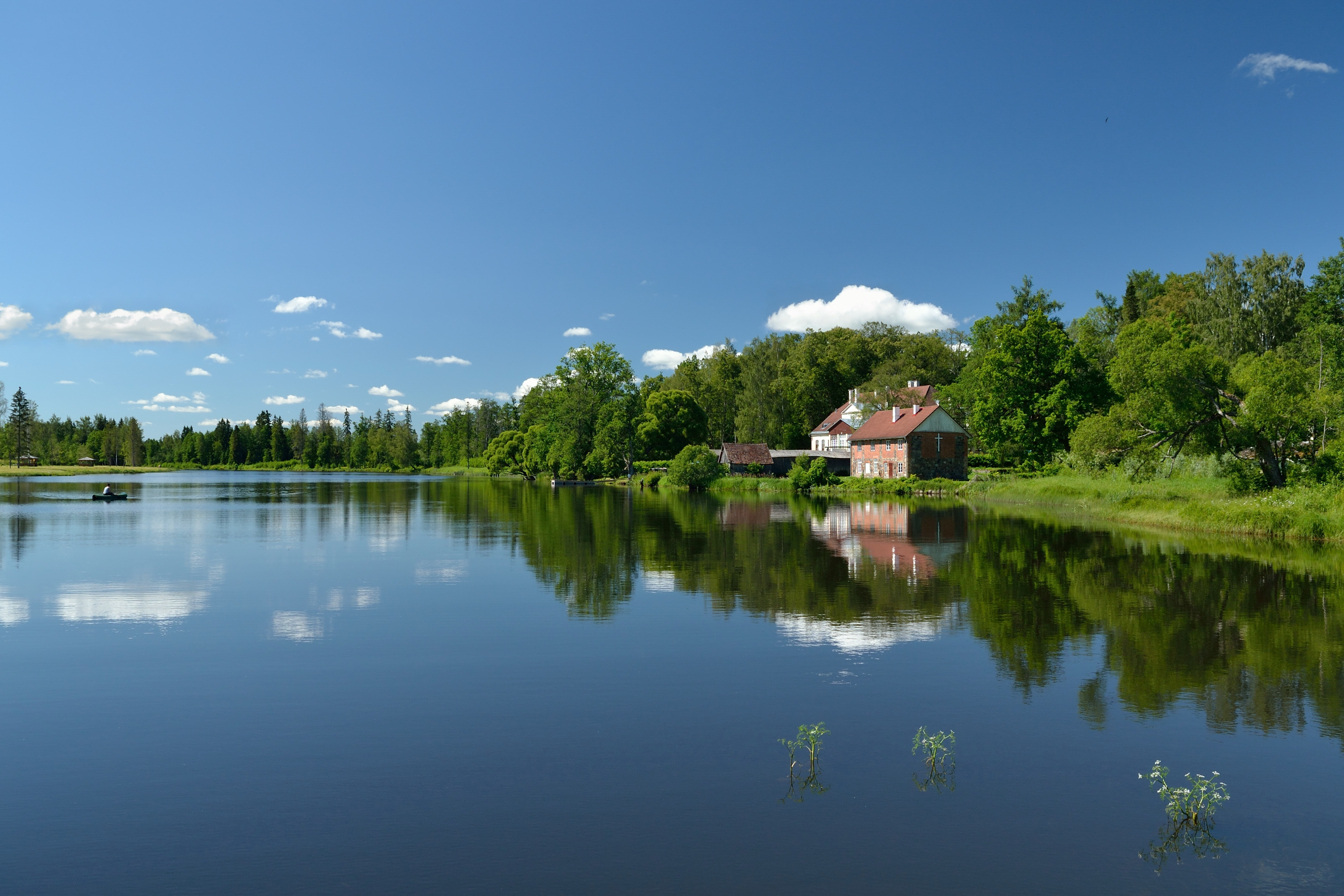
Озеро Хелленурме
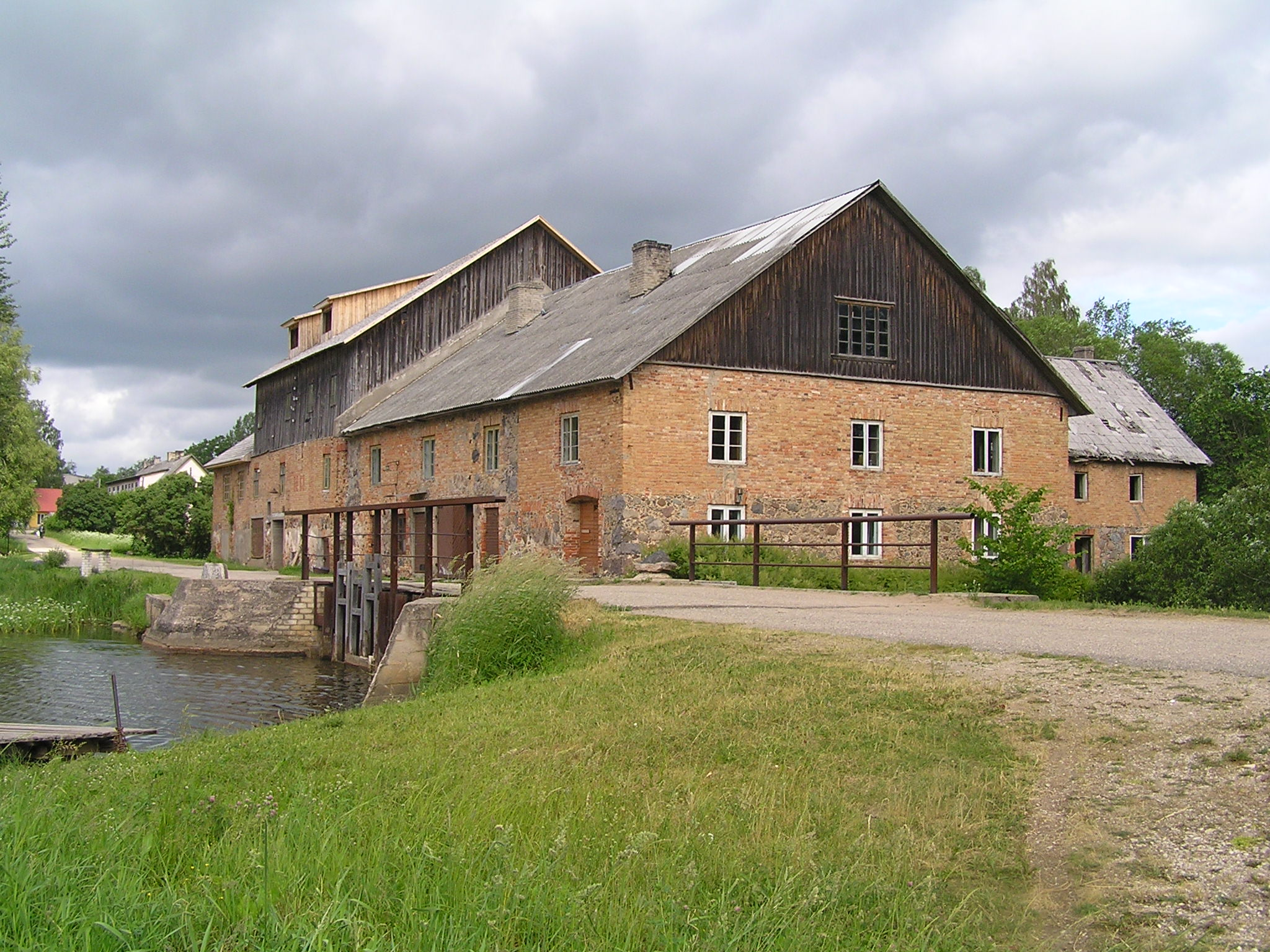
Водяная мельница Хелленурме
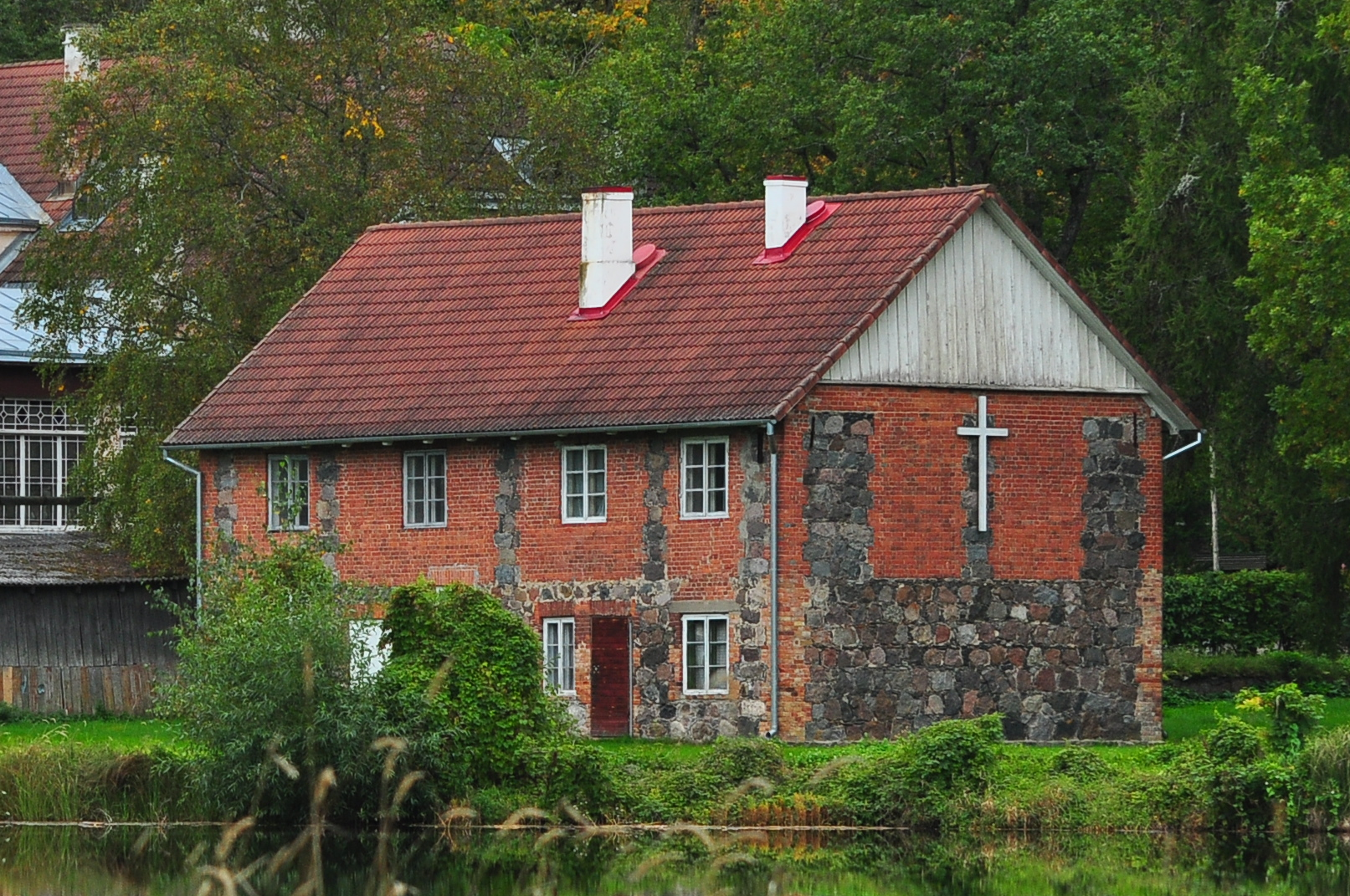
Молочная кухня мызы Хелленурме
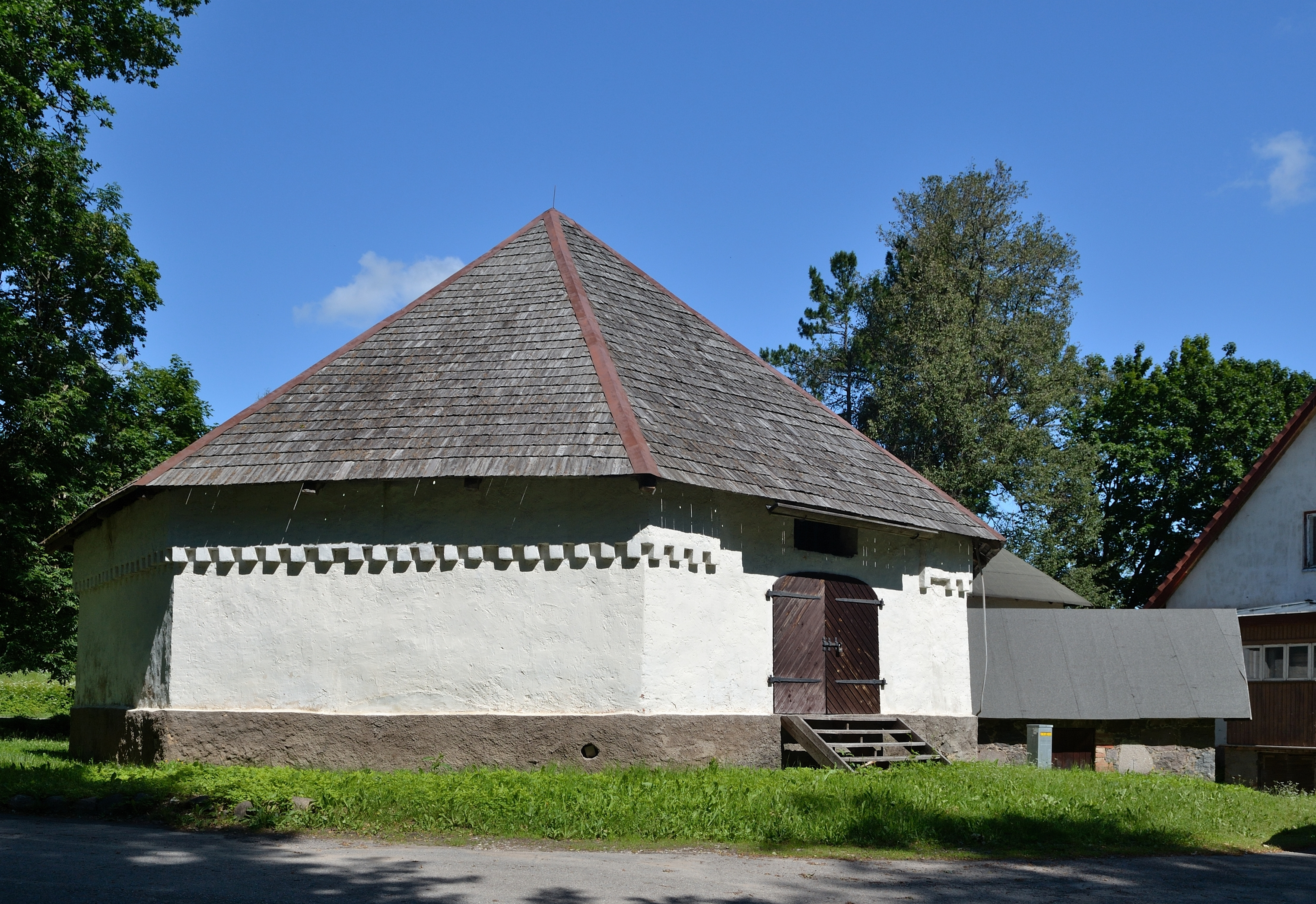
Амбар мызы Хелленурме